# Лагер (механизъм)
Вижте пояснителната страница за други значения на Лагер.
Лагерите (от немски: Lager) са механизми, най-често машинни елементи, които ограничават относителното движение до определени посоки и намаляват триенето между движещите се части. Типичен пример са аксиалните лагери, които улесняват въртенето около една ос, но ограничават преместванията в напречно направление. Разработени са различни видове лагери според направлението на основните сили на натоварване, които е нужно да понасят.
В строителството, най-често в конструкцията на мостовете, се използват лагери, обикновено с ограничено движение, като например еластомерните лагери.

## История
Още в древността, когато хората са строили значими за тях сгради, са използвали прости ролкови механизми, като кръгли дървени трупи, които се използват, може би дори по-рано от откриването на колелото., по които са се придвижвали различни тежести – гранитни мраморни и варовикови плочи и блокове.

## Принцип на действие
Лагерът (в класическият си вид) привежда триенето между движещите се части от триене при плъзгане, в триене при търкаляне. Търкалящите се тела винаги се движат с половината по големина скорост спрямо неподвижната и подвижната гривна. По време на работа те са подложени на центробежни сили.
Жлебът (4) е с формата на търкалящите тела, но не съвсем плътно тъй като това би довело до блокиране на лагера при неговата работа и загряване. Почти всички видове лагери се нуждаят от смазващо вещество, което намалява износването, триенето и прегряването на лагера. Видът на смазващото вещество зависи от скоростта на движение и динамичното натоварване, температурата и режима на работа, запрашеността и влагата в работната среда. За предпазване на лагера от замърсители повечето производители поставят предпазни щитове на външната гривна. Това обаче не е възможно при някои по-сложни видове лагери и в случаите, когато периодът на експлоатация се очаква да е много по-продължителен от годността на смазката.

## Класове на прецизност
За различните приложения се произвеждат лагери с различен клас на точност, като от това зависи и цената на крайния продукт.
Основните характеристики, които определят точността са:
- Доколко жлебът на гривните, формата на търкалящите тела и сепараторът съответства на перфектен кръг.
- До каква степен са полирани работните повърхности.
- В какви граници е радиалното и аксиално отклонение (луфт).
- Качество и състав на стоманата или керамиката.
- Конструкция на сепаратора.[2]

## Зависимост между класа на точност и периода на експлоатация
Причините, поради които лагерите с по-висок клас на точност имат и по-дълъг живот са:
- Изработени са от висококачествена стомана или металокерамика, трудно поддаваща се на умора, корозия и деформация.
- Работните повърхности са качествено полирани. Това спомага за намаляване триенето, вибрациите и неравномерното разпределение на товара.
- По-гладката повърхност подобрява контакта на смазващото вещество и не позволява задържането на твърди частици прах и корозия.
- Загряването е минимално.

## Лагери със специални приложения
- Магнитни лагери

- Линейни лагери
- Газови лагери
- Сухи плъзгащи лагери
- Подови лагериСамонагаждащ търкалящ лагер.
- самонагаждащи лагери